# Kovarians (sannolikhetsteori)
Kovarians är inom sannolikhetsteori och statistik, ett mått på samvariationen mellan två stokastiska variabler (slumpvariabler). Om de större värdena hos en variabel i huvudsak korrelerar med de större värdena för den andra variabeln och motsvarande gäller för de mindre värdena, det vill säga om variablerna tenderar att uppvisa samma beteende, är kovariansen positiv. I det motsatta fallet, då de större värdena hos den ena variabeln i huvudsak korrelerar med de mindre värdena hos den andra, det vill säga när variablerna tenderar att bete sig på motsatt sätt, är kovariansen negativ. Kovariansens tecken visar således tendensen i den linjära relationen mellan variablerna. Kovariansens belopp är dock inte lätt att tolka. Den normaliserade versionen av kovariansen visar emellertid genom sitt belopp den linjära relationens styrka.

## Definition
Kovariansen mellan två reellvärda stokastiska variabler X och Y, med väntevärdena {\displaystyle E(X)=\mu } och {\displaystyle E(Y)=\nu } definieras som
{\displaystyle \operatorname {Cov} (X,Y)=\operatorname {E} [(X-\mu )(Y-\nu )].}
där {\displaystyle \operatorname {E} } betecknar väntevärde. 
Om X = Y fås den stokastiska variabelns varians (det vill säga slumpvariabelns varians).

## Egenskaper
Om två stokastiska variabler har kovariansen noll, sägs dessa vara okorrelerade.
Av definitionen följer direkt att två oberoende stokastiska variabler även är okorrelerade. Däremot gäller inte omvändningen: två stokastiska variabler kan vara okorrelerade utan att vara oberoende. I särskilda fall, till exempel om de två stokastiska variablerna är multivariat normalfördelade råder dock ekvivalens. 
Kovariansen är även bilinjär och uppfyller en mängd räkneregler: 
{\displaystyle \operatorname {Cov} (X,X)=\operatorname {Var} (X)\,}
{\displaystyle \operatorname {Cov} (X,Y)=\operatorname {Cov} (Y,X)\,}
{\displaystyle \operatorname {Cov} (aX,bY)=ab\,\operatorname {Cov} (X,Y)\,}
{\displaystyle \operatorname {Cov} (X+a,Y+b)=\operatorname {Cov} (X,Y)\,}
{\displaystyle \operatorname {Cov} (aX+bY,cW+dV)=ac\,\operatorname {Cov} (X,W)+ad\,\operatorname {Cov} (X,V)+bc\,\operatorname {Cov} (Y,W)+bd\,\operatorname {Cov} (Y,V)\,}
Eftersom variansen för en stokastisk variabel alltid är större än noll, utom om den är konstant (deterministisk), så gör symmetrin och bilinjäriteten att kovariansen definierar en inre produkt på vektorrummet av stokastiska variabler med ändligt andramoment.